# 普拉特 (明尼蘇達州斯蒂爾縣)
普拉特（英語：Pratt）是位於美國明尼蘇達州斯蒂爾縣奧羅拉鎮區及哈瓦那鎮區的一個非建制地區。

## 歷史
普拉特的郵局於1879年成立，其後於1955年停運。普拉特得名自早期定居者威廉·A·普拉特（William A. Pratt）。

## 地理
普拉特所處的海拔為高於海平面376米（即1234英呎），而該地所採用的時區為UTC-6，即北美中部時區（CST）。同時該地設有夏令時間，為UTC-6調快一小時，即UTC-5（CDT）。